# Master's Sun
Master's Sun (en hangul, 주군의 태양; romanización revisada, Jugunui taeyang), también conocida en español como El sol del maestro, es una serie de televisión surcoreana emitida por SBS desde el 7 de agosto, hasta el 3 de octubre de 2013, protagonizada por Gong Hyo-jin y So Ji-seop.  Fue escrita por las hermanas Hong, un duo de escritoras anteriormente famosas por The Greatest Love (2011), You're Beautiful y My Girl (2005).

## Argumento
Joo Joong-won es el egoísta y codicioso director ejecutivo del Kingdom Group, un conglomerado que posee tiendas por departamento y un hotel. Él se encuentra con la sombría Tae Gong-shil, que comenzó a ver fantasmas después de un accidente. Sus vidas toman un nuevo giro a medida que trabajan juntos para lidiar con el terror y la tristeza provocada por los espíritus, mientras que profundizan en un incidente de secuestro en el pasado de Joong-won.

## Reparto

### Personajes principales
- Gong Hyo-jin como Tae Gong-shil.[4]
- So Ji-seop como Joo Jоong-won.[5]
  - L (Kim Myung-soo) como Joong-won (joven).
- Seo In-kook como Kang Woo.[6]
- Kim Yoo-ri como Tae Yi-ryung.

### Personajes secundarios
- Kim Mi-kyung como Joo Sung-ran.
- Lee Jong-won como Do Seok-cheol.
- Choi Jung-woo como Kim Gwi-do.
- Park Hee-bon como Tae Gong-ri.
- Kim Yong-geon como presidente Joo.
- Lee Do-hyun como Lee Seung-mo.
- Hong Eun-taek como Lee Seung-joon.
- Lee Jae-won como Lee Han-joo.
- Jung Ga-eun como Ahn Jin-joo.
- Han Bo-reum como Cha Hee-joo (Hanna Brown).
- Hwang Sun-hee como Hanna Brown (Cha Hee-joo).
- Lee Chun-hee como Yoo Jin-woo.

### Otros personajes
- Jin Yi-han como Yoo Hye-sung (Ep. 1).
- Song Min-jung como Kim Mi-kyung (Ep. 1).
- Lee Seung-hyung como mánager de Hye-sung (Ep. 1).
- Nam Myung-ryul como hombre dispuesto a vender su casa (Ep. 1).
- Kim Dong-kyun como apostador (Ep. 1).
- Lee Sung-woo como la cita de Gong-shil (Ep. 1).
- Bang Min-ah como Kim Ka-young (Ep. 2).
- Kim Bo-ra como Ha Yoo-jin (Ep. 2).
- Park Hyo-bin como Joo Hyun (Ep. 2).
- Lee Hye-in como Lee Eun-seol (Ep. 2).
- Kim Min-ha como Park Ji-eun (Ep. 2).
- Kim Sang-joong como el conductor de Mystery Z (Ep. 2).
- Yoo Kyung-ah como Choi Yoon-hee (Ep. 3).
- Baek Seung-hyun como el esposo de Yoon-hee (Ep. 3).
- Jang Ga-hyun como la fantasma de labios rojos (Ep. 4).
- Yoo Min-kyu como Ji Woo (Ep. 5).
- Kim Bo-mi como Sun Young (Ep. 5).
- Jeon Yang-ja como Presidente Wang (Ep. 5).
- Lee Yong-nyeo como Madam Ko (Ep. 5, 13).
- Hong Won-pyo como Hyung Cheol (Ep 6).
- Cho Hwi-joon como Chang Min (Ep. 7).
- Kim Hee-jung como Kang Kil-ja (Ep. 8).
- Jung Chan como Louis Jang (Ep. 9).
- Lee Hyo-rim como la esposa de Louis Jang (Ep. 9).
- Seo Hyo-rim como Park Seo-hyun (Ep 9-10).
- Lee Jong-hyuk como Lee Jae-seok, el CEO de Giant (Ep. 11).
- Lee Jae-yong como Lee Yong-jae (Ep. 11).
- Koo Seung-hyun como Woo Jin (Ep. 12).
- Jo Jae-yoon como un hombre perseguido por el fantasma de su esposa (Ep. 14).
- Jeon Jin-seo como un niño fantasma que se encuentra dentro de un muñeco (Ep. 6-7).

## Recepción

### Audiencia
En azul la audiencia más baja y en rojo la más alta, correspondientes a las empresas medidoras TNms y AGB Nielsen.
| Ep. #    | Fecha de estreno         | Share        | Share        | Share       | Share       |
| Ep. #    | Fecha de estreno         | TNmS Ratings | TNmS Ratings | AGB Nielsen | AGB Nielsen |
| Ep. #    | Fecha de estreno         | Nacional     | Seúl         | Nacional    | Seúl        |
| -------- | ------------------------ | ------------ | ------------ | ----------- | ----------- |
| 1        | 7 de agosto de 2013      | 17.5 %       | 21.6 %       | 13.6 %      | 14.8 %      |
| 2        | 8 de agosto de 2013      | 15.9 %       | 19.0 %       | 14.4 %      | 15.8 %      |
| 3        | 14 de agosto de 2013     | 17.1 %       | 20.2 %       | 15.2 %      | 16.6 %      |
| 4        | 15 de agosto de 2013     | 17.6 %       | 19.5 %       | 16.8 %      | 17.6 %      |
| 5        | 21 de agosto de 2013     | 17.3 %       | 19.5 %       | 16.2 %      | 17.4 %      |
| 6        | 22 de agosto de 2013     | 19.5 %       | 22.6 %       | 16.6 %      | 17.5 %      |
| 7        | 28 de agosto de 2013     | 17.0 %       | 18.9 %       | 16.1 %      | 17.2 %      |
| 8        | 29 de agosto de 2013     | 17.6 %       | 20.2 %       | 17.8 %      | 19.2 %      |
| 9        | 4 de septiembre de 2013  | 17.2 %       | 20.0 %       | 16.8 %      | 18.3 %      |
| 10       | 5 de septiembre de 2013  | 17.3 %       | 20.0 %       | 17.3 %      | 18.5 %      |
| 11       | 11 de septiembre de 2013 | 17.9 %       | 20.8 %       | 18.3 %      | 20.0 %      |
| 12       | 12 de septiembre de 2013 | 19.7 %       | 23.8 %       | 19.3 %      | 20.4 %      |
| 13       | 19 de septiembre de 2013 | 15.6 %       | 17.0 %       | 14.8 %      | 15.7 %      |
| 14       | 25 de septiembre de 2013 | 18.4 %       | 20.9 %       | 18.4 %      | 20.0 %      |
| 15       | 26 de septiembre de 2013 | 19.3 %       | 21.5 %       | 19.1 %      | 19.7 %      |
| 16       | 2 de octubre de 2013     | 18.9 %       | 22.3 %       | 19.7 %      | 20.9 %      |
| 17       | 3 de octubre de 2013     | 21.1 %       | 24.4 %       | 21.8 %      | 23.6 %      |
| promedio | promedio                 | 18.0 %       | 20.7 %       | 17.2 %      | 18.4 %      |

## Banda sonora
1. Gummy - «Day and Night».
2. Hong Dae Kwang - «You and I».
3. Hyorin (Sistar) - «Crazy Of You».
4. Yoon Mi Rae - «Touch love».
5. Jung Dong Ha - «Mystery».
6. Melody Day - «All About».
7. Seo In Guk - «Without Scare/ No Matter What».
8. Yumi - «Last One».

## Premios y nominaciones
| Año  | Premio                               | Categoría                                                   | Recipiente                    | Resultado |
| ---- | ------------------------------------ | ----------------------------------------------------------- | ----------------------------- | --------- |
| 2013 | 6th Korea Drama Awards               | Premio a la excelencia en internet, actriz                  | Gong Hyo-jin                  | Nominado  |
| 2013 | 6th Korea Drama Awards               | Mejor actor joven                                           | Kim Myung-soo                 | Nominada  |
| 2013 | 2nd APAN Star Awards                 | Premio a la excelencia en internet, actor                   | So Ji-sub                     | Nominado  |
| 2013 | 2nd APAN Star Awards                 | Premio a la excelencia en internet, actriz                  | Gong Hyo-jin                  | Nominada  |
| 2013 | 2nd APAN Star Awards                 | Mejor nueva actriz                                          | Kim Yoo-ri                    | Nominada  |
| 2013 | 5th MelOn Music Awards               | Mejor canción del tema                                      | Touch Love - Yoon Mi-rae      | Ganadora  |
| 2013 | 15th Mnet Asian Music Awards         | Mejor canción del tema                                      | Touch Love - Yoon Mi-rae      | Ganador   |
| 2013 | SBS Drama Awards                     | Premio a la excelencia en internet, actor en una miniserie  | So Ji-sub                     | Ganador   |
| 2013 | SBS Drama Awards                     | Premio a la excelencia en internet, actriz en una miniserie | Gong Hyo-jin                  | Nominado  |
| 2013 | SBS Drama Awards                     | Premio especial, actor en una miniserie                     | Choi Jung-woo                 | Nominado  |
| 2013 | SBS Drama Awards                     | Premio especial, actriz en una miniserie                    | Kim Mi-kyung                  | Nominada  |
| 2013 | SBS Drama Awards                     | Mejor artista nuevo                                         | Kim Yoo-ri                    | Ganadora  |
| 2013 | SBS Drama Awards                     | Mejor artista nuevo                                         | Seo In-guk                    | Ganador   |
| 2013 | SBS Drama Awards                     | Top 10 Stars                                                | So Ji-sub                     | Ganador   |
| 2013 | SBS Drama Awards                     | Premio a la mejor pareja                                    | So Ji-sub y Gong Hyo-jin      | Nominados |
| 2014 | 50th Baeksang Arts Awards            | La mayor actor de televisión populares                      | Seo In-guk                    | Nominado  |
| 2014 | 50th Baeksang Arts Awards            | La mayor actor de televisión populares                      | So Ji-sub                     | Nominado  |
| 2014 | 50th Baeksang Arts Awards            | La mayoría actriz de televisión populares                   | Gong Hyo-jin                  | Nominada  |
| 2014 | 9th Seoul International Drama Awards | Mejor drama coreano                                         | Master's Sun                  | Nominados |
| 2014 | 9th Seoul International Drama Awards | Mejor canción del tema del drama coreano                    | You Make Me Go Crazy - Hyolyn | Nominada  |
| 2014 | 9th Seoul International Drama Awards | Mejor canción del tema del drama coreano                    | Touch Love - Yoon Mi-rae      | Nominada  |
| 2014 | 9th Seoul International Drama Awards | Mejor actor                                                 | So Ji-sub                     | Nominado  |
| 2014 | 9th Seoul International Drama Awards | Mejor actriz                                                | Gong Hyo-jin                  | Nominada  |
| 2014 | 7th Korea Drama Awards               | Mejor canción del tema                                      | Touch Love - Yoon Mi-rae      | Nominada  |

## Emisión internacional
- Canadá: Fairchild TV (2015-2016).
- Emiratos Árabes Unidos: MBC4 (2015).
- Estados Unidos: SkyLink (2014).
- Filipinas: GMA Network (2014, 2015).
- Hong Kong: Entertainment Channel (2013-2014), No.1 Channel (2014) y J2 (2014).
- India: Puthuyugam TV (2016).
- Indonesia: RCTI (2015).
- Israel: Viva (2015).
- Japón: LaLaTV (2014).
- Mongolia: MongolTV (2015).
- Singapur: Channel U (2014) y Channel 8 (2016-2017).
- Tailandia: Channel 7 (2016).
- Taiwán: Star Chinese (2014, 2016), CTV (2014) y FOX Taiwan (2014).
- Vietnam: VTC9 (2015).